# Ишкеево
Ишкеево (тат. Ишки) — село в Мамадышском районе Татарстана. Административный центр Ишкеевского сельского поселения. 

## География
Село расположено на реке Шия, в 36 км к северо–западу от Мамадыша. Ближайший город — Мамадыш, а ближайшие населённые пункты — Никифорово, Тавели, Нижний Таканыш.

## История
Известно с 1646 года под названиями Ахманов Починок, Ахман, Ахманово. 
В XVIII — 1-й половине XIX века жители относились к категории государственных крестьян. Занимались земледелием, разведением скота, столярным и токарным промыслами, торговлей. 
В «Списке населенных мест по сведениям 1859 года», изданном в 1866 году, населённый пункт упомянут как казённая деревня Ахманова (Ишкеево) 2-го стана Мамадышского уезда Казанской губернии. Располагалась при безымянном ключе, на 2-м Чистопольском торговом тракте, в 32 верстах от уездного города Мамадыша. В деревне, в 92 дворах жили 1056 человек (537 мужчин и 519 женщин), были мечеть, становая квартира.
В начале XX века в Ишкеево функционировали мечеть (по другим сведениям — 3 мечети, при одной из них — мектеб, в советские годы в них размещались школа, сельсовет, все закрыты в 1937 г.), 2 водяные мельницы, красильное заведение. В этот период земельный надел сельской общины составлял 1750,8 десятин.
В 1918 году в селе была открыта начальная школа, в 2015 году закрыта.
До 1920 года село входило в Кабык-Куперскую волость Мамадышского уезда Казанской губернии. С 1920 года в составе Мамадышского кантона Татарской АССР, с 10 августа 1930 года в Таканышском, с 1 января 1932 года в Мамадышском, с 10 февраля 1935 года в Таканышском, с 1 февраля 1963 года в Мамадышском районах.
В 1922 году в селе была организована артель, в 1929 году (по другим сведениям, в 1930 г.) — колхоз им. 1-го мая. В 1930 году он был разделен на 2 артели (промышленную и сельскохозяйственную). В 1935 году промышленный сектор окончательно отделился от артели и вошёл в Казанский филиал «Татпромхоза» артелью «Кзыл Байрак» (артель просуществовала до 1954 г., затем её перевели в село Кляуш; на месте артели началось строительство лесозавода с пилорамой и цехом по изготовлению рейки (функционировал до второй половины 1960-х гг.)). В 1945 году сельскохозяйственную артель им. 1-го мая разделили на два колхоза. В 1994 году был преобразован в коллективное предприятие «Маяк». В 2002 году коллективные предприятия «Маяк», «Рассвет», «Алга» объединены в сельскохозяйственный производственный кооператив «Дуслык». С 2005 года коллективное предприятие «Рассвет» (одно из объединений агрофирмы «Вамин»).
До 2014 года работал детский сад.

## Население
| 1859 | 1897 | 1908 | 1920 | 1926 | 1949 | 1958 | 1970 | 1979 | 1989 | 2002 | 2010 | 2017 |
| ---- | ---- | ---- | ---- | ---- | ---- | ---- | ---- | ---- | ---- | ---- | ---- | ---- |
| 1056 | 1547 | 1563 | 1788 | 1558 | 892  | 1105 | 1145 | 898  | 641  | 479  | 399  | 311  |

Национальный состав села — татары.

## Экономика
Основная отрасль — сельское хозяйство (полеводство, молочное скотоводство). 

## Инфраструктура
В селе действуют библиотека (с 1931 г.), клуб, фельдшерско-акушерский пункт (с 2015 г.; медпункт открыт в 1920-е гг., в 1938 г. реорганизован в амбулаторию). В 2020 году в селе восстановлен краеведческий музей.

## Религия
Мечеть (с 1994 г.).

## Фотографии

Въезд в село
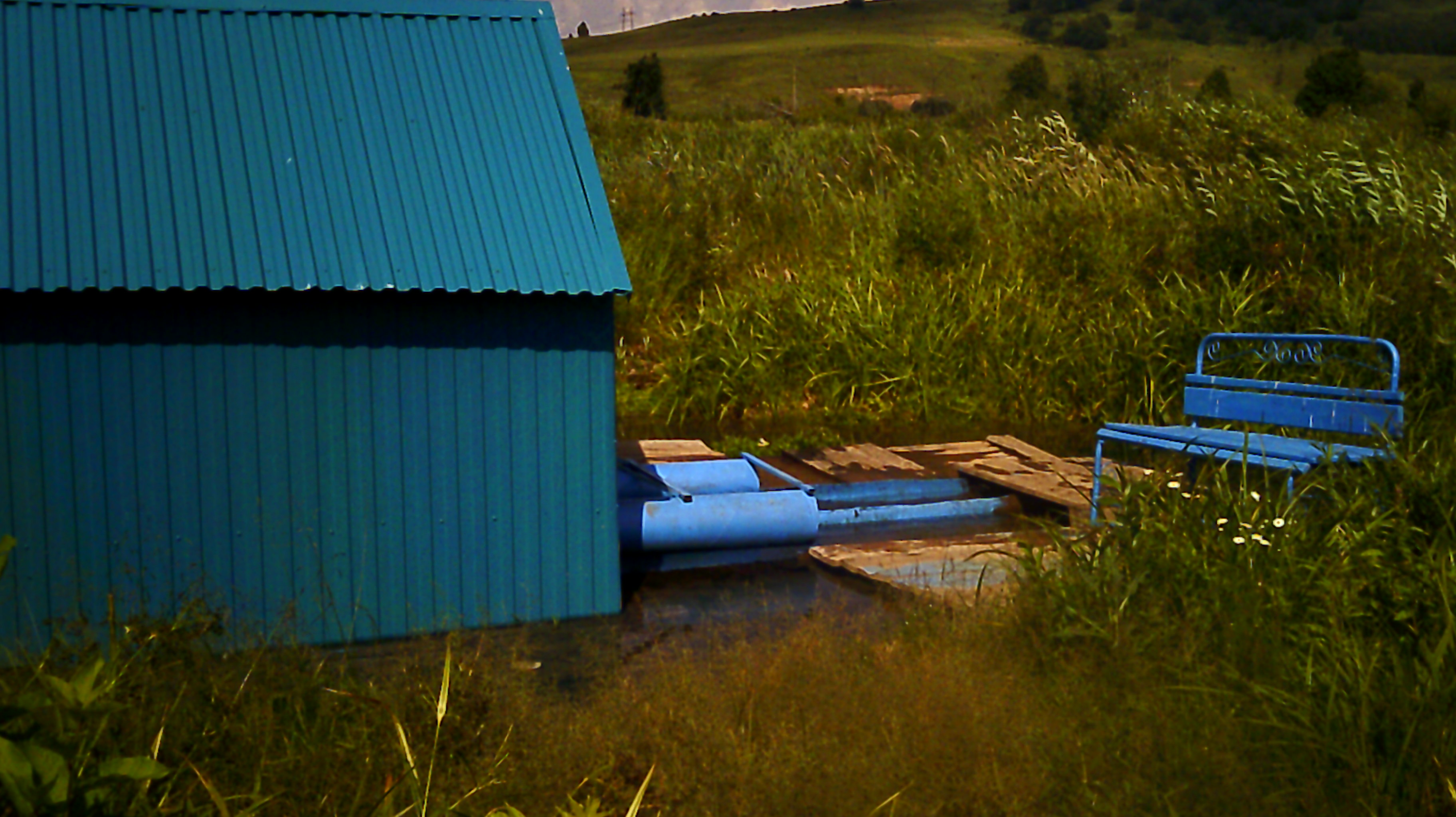
Родник
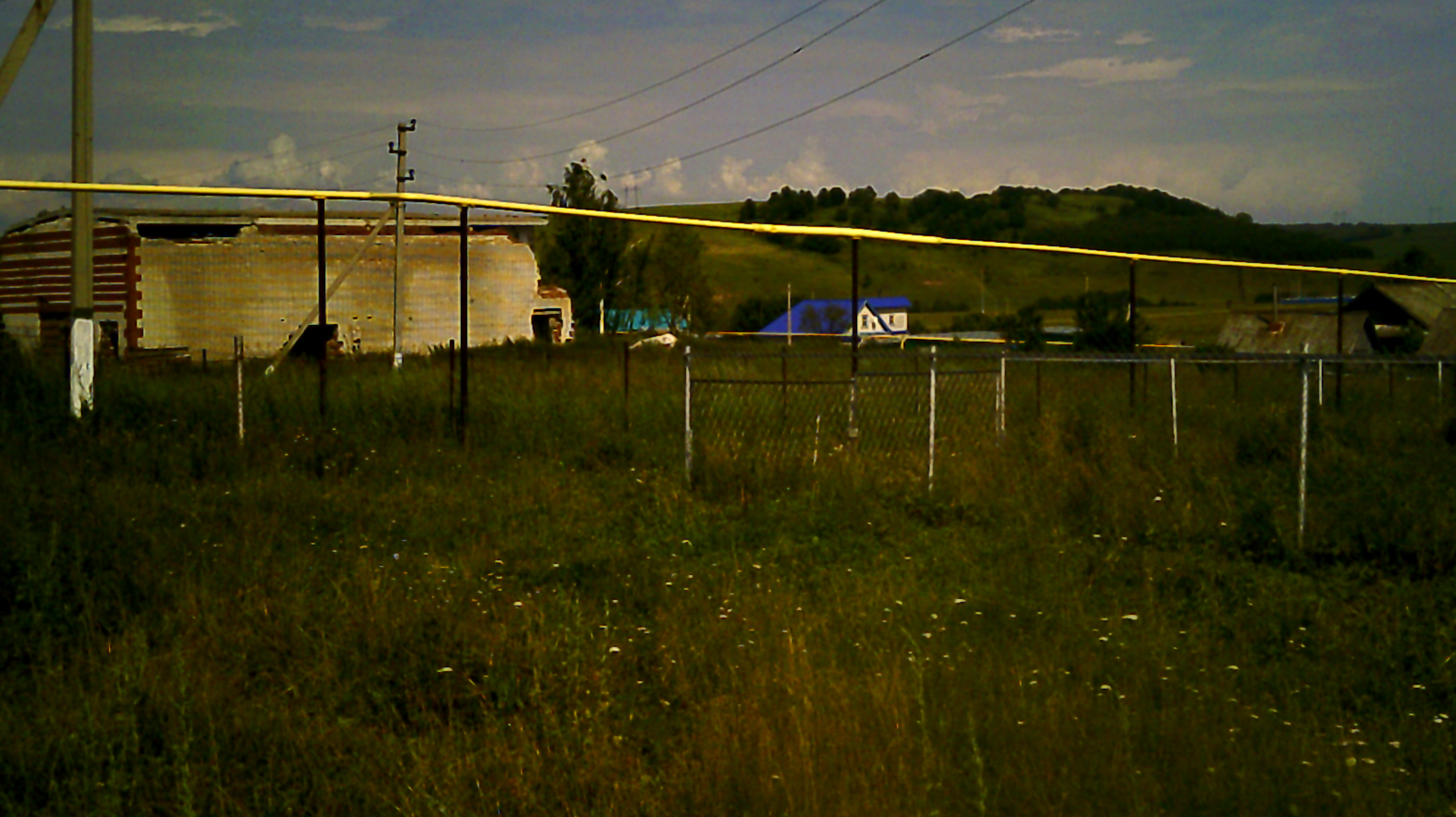
Разрушенный клуб села
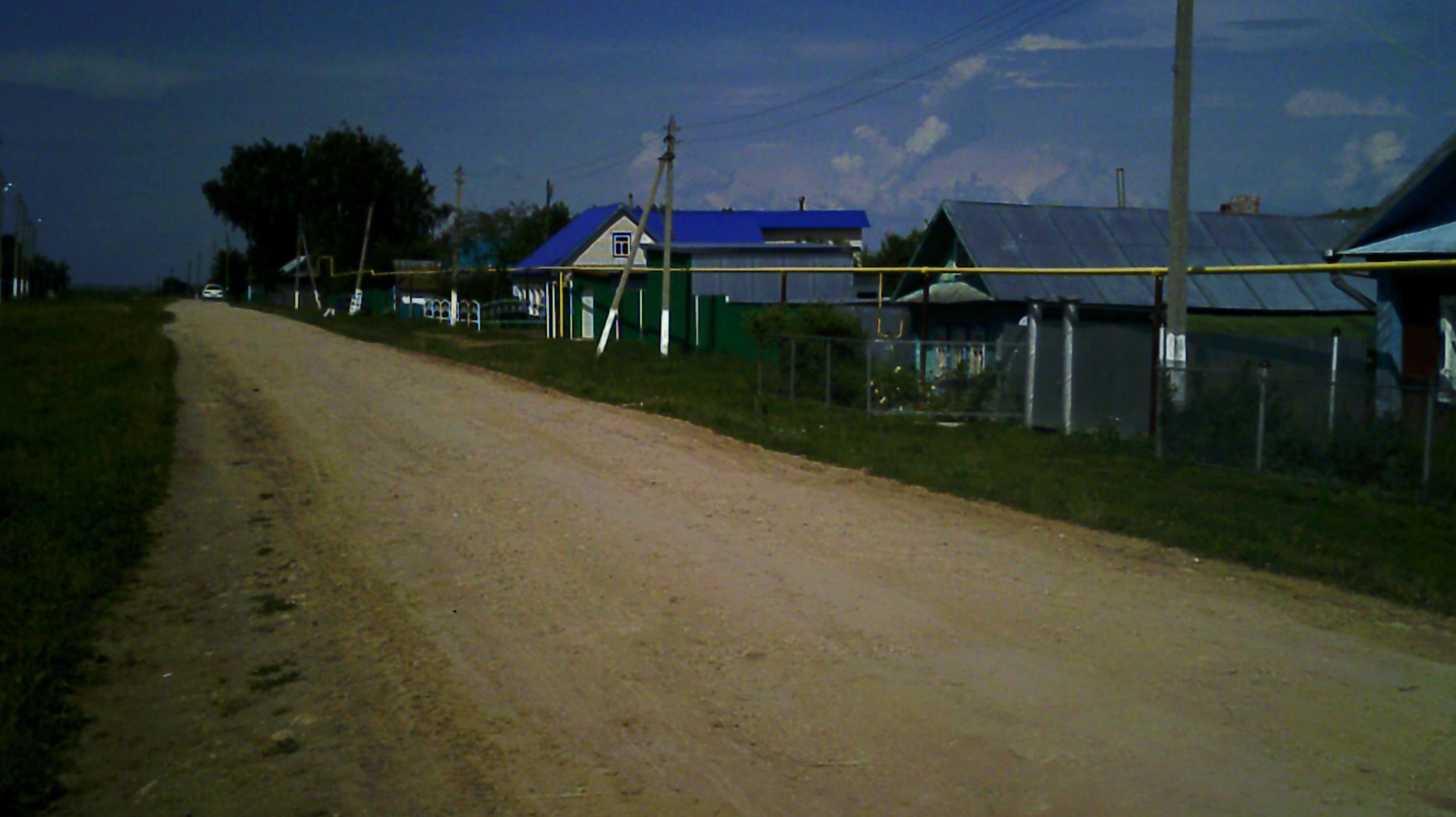